# جيرترود أديلبورغ
جيرترود فرجينيا أديلبورغ (بالسويدية: Gertrud Adelborg)‏ (ولدت في 10 سبتمبر / أيلول عام 1853 في كارلسكرونا – وتوفيت بتاريخ 25 يناير / كانون الثاني عام 1942) كانت مدرّسة سويدية وناشطة نسوية وعضوة في حركة حقوق المرأة.

## السيرة الذاتية
ولدت جيرترود أديلبورغ في مدينة كارلسكرونا في محافظة بليكينج في السويد. وهي ابنة الكابتن البحري النبيل برور يعقوب أديلبورغ (1816 – 1865) وزوجته هيدفيغ كاثارينا أف أور (1820 – 1903). هي شقيقة رسامة صور الكتب أوتيليا أديلبورغ (1855 – 1936) وفنانة الخياطة بالنسيج ماريا أديلبورغ (1849 – 1940). لم تتزوج قط. تعلمت أديلبورغ على يد مربية في المنزل وفي مدارس البنات. عملت كمدرسة في الفترة ما بين عامي 1874 و1979، وعملت في محكمة الاستئناف في سفيا في الفترة ما بين 1881 و1883.
كانت جيرترود أديلبورغ ناشطة في الحركة النسائية السويدية وفي النضال من أجل إقرار حق المرأة في الاقتراع. عملت في مكتب جمعية فريدريكا بريمير (FBF) بين عامي 1884 و1907 (كانت منذ عام 1886 رئيسة مكتب مدينة ستوكهولم) وكانت عضو في اللجنة المركزية لجمعية فريدريكا بريمير بين عامي 1897 و1915. أسست مدرسة جمعية فريدريكا بريمير الريفية للنساء في ريمفورسا في أوسترغوتلاند حيث كانت عضوة في مجلس المدرسة بين عامي 1907 و1921.
قدم وفد من جمعية فريدريكا بريمير في عام 1899 اقتراحًا بشأن إقرار حق المرأة في التصويت لرئيس الوزراء إريك غوستاف بوستروم. ترأس الوفد آغدا مونتيليوس برفقة جيرترود أديلبورغ التي كتبت الاقتراح. كانت هذه هي المرة الأولى التي تقدم فيها الحركة النسائية السويدية طلبًا رسميًا لنيل حق الاقتراع.
كانت جيرترود أديلبورغ عضوة في اللجنة المركزية في الرابطة الوطنية للمطالبة بحق المرأة في التصويت (LKPR) بين عامي 1903 و1906. وترأست في عام 1907 وفد الرابطة الذي قدم مطلبه للملك أوسكار الثاني. وذكّرت الملك أوسكار الثاني بالإصلاحات المتعلقة بحقوق المرأة التي أقرها والده الملك أوسكار الأول، واستمرت في الإعراب عن أملها في: «وضع اسم ابن الملك أوسكار الأول على الاقتراح الذي قدمته النساء لنيل حق الاقتراع». قالت ليديا والستروم: «جذب المطلب انتباه الملك بمجرد أن سمع اسم والده»، ووعد الملك أوسكار الثاني بدعمهن، لكنه أضاف أنه بصفته ملكًا يحترم الدستور لن يستطيع فعل الكثير. وُصف دور أديلبورغ في العمل لنيل حق الاقتراع بأنه عمل مهم لكنه قليل الشعبية: لقد قامت بمهام السكرتارية، وأجرت الابحاث، وقامت بعمل منظم وألّفت العديد من الأعمال.
عاشت جيرترود أديلبورغ بعد التقاعد في غاغنيف في مقاطعة دالرناس. حصلت على الميدالية الملكية السويدية (آيليس كوروم) في عام 1907. توفيت جيرترود أديلبورغ في عام 1942 ودُفنت في غاغنيف.